# Tibetano Amdo
O  Tibetano Amdo (ཨ་མདོའི་སྐད་ - também chamada Am kä) é a  Língua tibetana falada em Amdo (agora principalmente em Chingaii, alguns nas Prefeituras autônomas tibetanas de Ngawa e Qiang e Gannan). Possui dois dialetos, chamados dialetos do fazendeiro e o dialeto do nômade..
Amdo é um dos três ramos da classificação tradicional da língua tibetana (os outros dois sendo Khams tibetano e Ü-Tsang). Em termos de inteligibilidade mútua, Amdo não conseguia se comunicar nem mesmo em um nível básico com o ramo Ü-Tsang (incluindo o Lhasa tibetano).
O dialeto nômade de Tibetano Amdo está mais próximo de tibetano clássico escrito, pois preserva a característica da inicial da palavra ser aglomerado de consoantes se é não tonal, ambos agora omitidos no ramo Ü-Tsang (incluindo o Tibetano Lhasa). Assim, seu conservadorismo em fonologia]] torna-se uma fonte de orgulho entre os falantes do Tibetano Amdo.

## Dialetos
Os dialetos são:
- Norte Kokonor (Kangtsa, Themchen, Arik, etc.)
- Oeste Kokonor (Dulan, Golmud Na'gormo, etc.),
- Sudeste Kokonor (Jainca, Thrika, Hualong, etc.)
- Labrang (Labrang, Luchu)
- Golok (Machen, Matö, Gabde)
- Ngapa (Ngapa, Dzorge, Dzamthang)
- KandzeBradley (1997) [5] inclui a [[lígua thewo-chone tão próxima dos dialetos Amdo, se não realmente Amdo.

Hua (2001) contém listas de palavras dos condados Xiahe 夏河, Tongren 同仁, Xunhua Salar 循化, Hualong Hui 化 隆, Hongyuan红 原, e Tianjun County 天 峻 dialetos de Tibetano Amdo nas províncias de Gansu e Chigai.

## Fonologia

### Consoantes
|             |             | Labial | Labial | Alveolar | Alveolar | Retroflexa | Retroflexa | Alveolo-Palatal | Alveolo-Palatal | Velar | Velar | Uvular | Uvular | Glotal | Glotal |
| ----------- | ----------- | ------ | ------ | -------- | -------- | ---------- | ---------- | --------------- | --------------- | ----- | ----- | ------ | ------ | ------ | ------ |
| Oclusiva    | surda       | p      | pʰ     | t        | tʰ       | ʈ          | ʈʰ         |                 |                 | k     | kʰ    |        |        |        |        |
| Oclusiva    | sonora      | b      | b      | d        | d        | ɖ          | ɖ          |                 |                 | ɡ     | ɡ     |        |        |        |        |
| Africada    | surda       |        |        | ts       | tsʰ      |            |            | tɕ              | tɕʰ             |       |       |        |        |        |        |
| Africada    | sonora      |        |        | dz       | dz       |            |            | dʑ              | dʑ              |       |       |        |        |        |        |
| Fricativa   | surda       |        |        | s        | sʰ       | ʂ          | ʂ          | ɕ               | ɕ               | x     | x     |        |        | h      | hʷ     |
| Fricativa   | sonora      |        |        | z        | z        | ʐ          | ʐ          | ʑ               | ʑ               |       |       | ʁ      | ʁʷ     |        |        |
| Fricativa   | lateral     |        |        | ɬ        | ɬ        |            |            |                 |                 |       |       |        |        |        |        |
| Lateral     | Lateral     |        |        | l        | l        |            |            |                 |                 |       |       |        |        |        |        |
| Nasal       | Nasal       | m      | m      | n        | n        |            |            | ɲ               | ɲ               | ŋ     | ŋ     |        |        |        |        |
| Aproximante | Aproximante | w      | w      |          |          |            |            | j               | j               |       |       |        |        |        |        |

- Sons da oclusiva retroflexa  / ʈ, ʈʰ, ɖ / também podem ser pronunciados como sons africados  [ʈʂ, ʈʂʰ, ɖʐ] na variação livre.[7]
- As consoantes sonoras são frequentemente ouvidas como vozes prévias (ou seja,  / d /  [ʱd]) entre diferentes dialetos.
- / ʐ /, normalmente escrito fonemicamente como  / r /, pode ser ouvido como uma aba alveolar  [ɾ] em posições mediais de palavras.
- / x / também pode ser ouvido como um palatal  [ç] na variação livre.
- Fricativas labio-dentais  / f / e  / v / também podem ocorrer em palavras de origem estrangeira.

### Vogais
|         | Anterior | Central | Posterior |
| ------- | -------- | ------- | --------- |
| Fechada | i        | ɨ       | u         |
| Medial  | e        | ə       | o         |
| Aberta  | a        | a       |           |

- Tibetano Amdo normalmente tem um sistema de quatro sons vogais como  / e, ə, a, o /, pois todos os sons vogais próximos  [i, ɨ, u] foram fundidos em uma vogal { {IPA | / ə /}}. No entanto, quando há um som consoante dentro da posição final da palavra, a pronúncia de  / ə / é alterada, realizando um dos três sons próximos  [i, ɨ, u], dependendo da consoante em questão.
- / a / pode ser ouvido normalmente antes de uma vogal média  / e /, e também pode ser percebido como um meio aberto  [ɛ] em alguns ambientes.[8]

## Mídia
Na China
- A estação Qinghai Tibetan Radio ( མཚོ་ སྔོན་ བོད་ སྐད་ རླུང་ འཕྲིན །) transmite a estação em Tibetano Amdo na FM 99.7.[9]

Diáspora
- A Rádio Free Asia transmite em três línguas tibetanas: tibetano padrão, khams e amdo.